# Agromyza somereni
Agromyza somereni este o specie de muște din genul Agromyza, familia Agromyzidae, descrisă de Spencer în anul 1959.
Este endemică în Kenya. Conform Catalogue of Life specia Agromyza somereni nu are subspecii cunoscute.